# 俄羅斯聯邦政府
俄羅斯聯邦政府（羅馬化：Pravitelstvo Rossiyskoy Federatsii）是俄羅斯聯邦的行政機關，首腦称为联邦政府主席（總理）。

## 職責
根據俄羅斯聯邦憲法第六章，政府對俄羅斯聯邦的必行事務：
1. 草擬並向國家杜馬提交聯邦預算，確保預算的執行情況，並向國家杜馬報告
2. 確保實施一個統一的金融、信貸和貨幣政策
3. 確保在國內實施統一的文化、科學、教育、衛生、社會保障和生態政策
4. 管理聯邦財產
5. 採取措施，以確保國家的國防、國家安全和外交政策的執行情況
6. 落實措施，確保法治、人權和自由，保護公共財產和秩序，控制犯罪
7. 行使由俄羅斯聯邦憲法、聯邦法律和總統賦予的權力

## 結構
目前俄羅斯聯邦政府设有主席（總理）一名、第一副主席（副总理）一名、副主席（副总理）六名。大多數部委和聯邦事務，直接向總理報告，然後再轉向总统報告。但有部份負責安全和外交政策的的機構直屬俄羅斯總統，它們被非正式地統稱「總統陣營」，這些機構包括内务部、外交部、紧急情况部、国防部、俄罗斯联邦司法部和七個其他联邦机构及服務處。
| 部门                                         | 备注       |
| 俄罗斯联邦外交部                             | 由总统领导 |
| 俄罗斯联邦内务部                             | 由总统领导 |
| 俄罗斯联邦财政部                             | 由总统领导 |
| 俄罗斯联邦國防部                             | 由总统领导 |
| 俄罗斯联邦安全局                             | 由总统领导 |
| 俄罗斯对外情报局                             | 由总统领导 |
| 俄罗斯联邦民防、紧急情况及消除自然灾害后果部 | 由总统领导 |
| 俄罗斯联邦司法部                             | 由总统领导 |
| 俄罗斯联邦工业与贸易部                       | 由总理领导 |
| 俄罗斯经济发展部                             | 由总理领导 |
| 俄罗斯联邦地区发展部                         | 由总理领导 |
| 俄罗斯联邦卫生部                             | 由总理领导 |
| 俄罗斯联邦劳动和社会保障部                   | 由总理领导 |
| 俄罗斯联邦教育与科学部                       | 由总理领导 |
| 俄罗斯联邦交通运输部                         | 由总理领导 |
| 俄罗斯联邦自然资源与环境保护部               | 由总理领导 |
| 俄罗斯联邦能源部                             | 由总理领导 |
| 俄罗斯联邦文化部                             | 由总理领导 |
| 俄罗斯联邦体育部                             | 由总理领导 |
| 俄罗斯联邦通信与大众传媒部                   | 由总理领导 |
| 俄罗斯联邦农业部                             | 由总理领导 |
| 俄罗斯联邦远东发展部                         | 由总理领导 |